# Trung Đô
Trung Đô là một phường thuộc thành phố Vinh, tỉnh Nghệ An, Việt Nam.
Phường Trung Đô nằm bên tuyến kênh Nhà Lê, là tuyến đường thủy đầu tiên trong lịch sử Việt Nam từ kinh đô Hoa Lư đến Đèo Ngang và được xem là tuyến đường Hồ Chí Minh trên sông vì những đóng góp cho các cuộc chiến tranh của người Việt.